# Župnija Ormož
Župnija Ormož je rimskokatoliška teritorialna župnija dekanije Velika Nedelja Ptujsko-Slovenjegoriškega naddekanata, ki je del nadškofije Maribor.

## Sakralni objekti
- Cerkev sv. Jakoba, Ormož (župnijska cerkev)
- cerkev sv. Janeza Krstnika, Hum